# Base aérienne de Kalynivka
Pour les articles homonymes, voir Kalynivka (homonymes).
La base aérienne de Kalynivka (ukrainien : Калинівка) est une base située au nord de la ville de Kalynivka, raïon de Kalynivka dans l'oblast de Vinnytsia, en Ukraine.

## Histoire
Elle est un petit aérodrome mis en réserve.